# Tmarus protobius
Tmarus protobius är en spindelart som beskrevs av Arthur M. Chickering 1965. Tmarus protobius ingår i släktet Tmarus och familjen krabbspindlar.
Artens utbredningsområde är Panama. Inga underarter finns listade i Catalogue of Life.